# Riksvägar i Etiopien

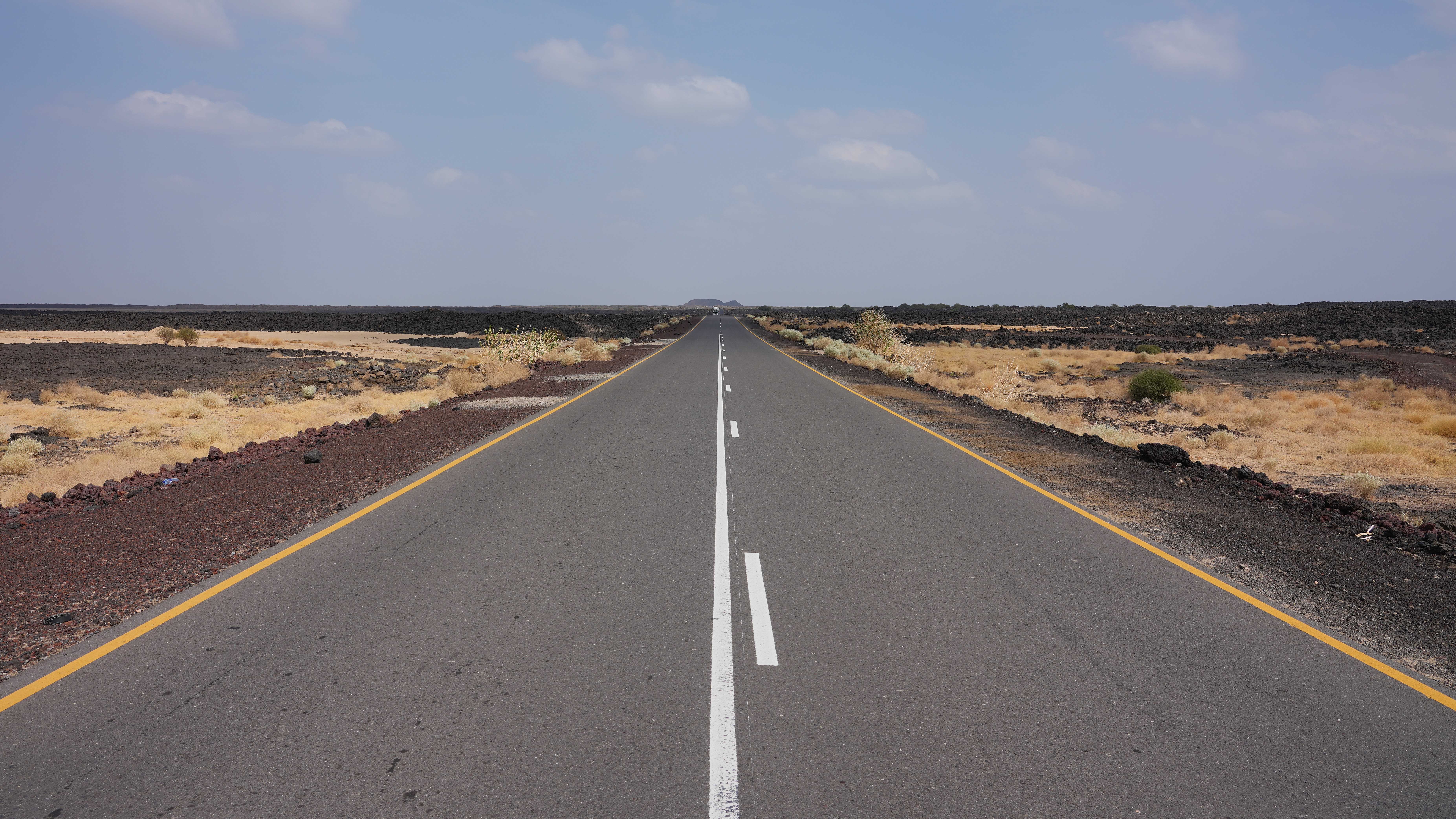

Riksvägar i Etiopien och motorvägar i Etiopien är glest förekommande och än glesare i de östra delarna av Etiopien. En del av riksvägarna i Etiopien liknar europeiska motorvägar.

## Motorvägssträckor/Riksvägssträckor
- Road 1:Addis Abeba-Asmara
- Road 2:Kembolcha-Aseb
- Road 3:Addis Abeba-Abun (Sträckan slutar i Abun, fortsätter med riksvägen Road 1 Addis Abeba-Asmara)
- Road 4:Addis Abeba-Awash
- Road 5:Addis Abeba-Nekemte
- TAH 4 till söder:Kapstaden via Nairobi (Transafrikanska huvudvägnätet)
- TAH 4 till norr: Kairo via Bahir Dar
- Road 7:Addis Abeba-Jimma
- Road 8:Nazret-Asela

## Hastighetsbegränsningar på riksvägarna
Hastighetsbegränsningarna i Etiopien varierar. De vanliga hastighetsbegränsningar är 100km/h på motorvägar och riksvägar. På stadsmotorvägarna är ofta hastighetsgränserna på 80km/h. Andra offentliga vägar har hastighetsbegränsningar på 40-60km/h.